# Militia Dei
Pour les articles homonymes, voir Militia.

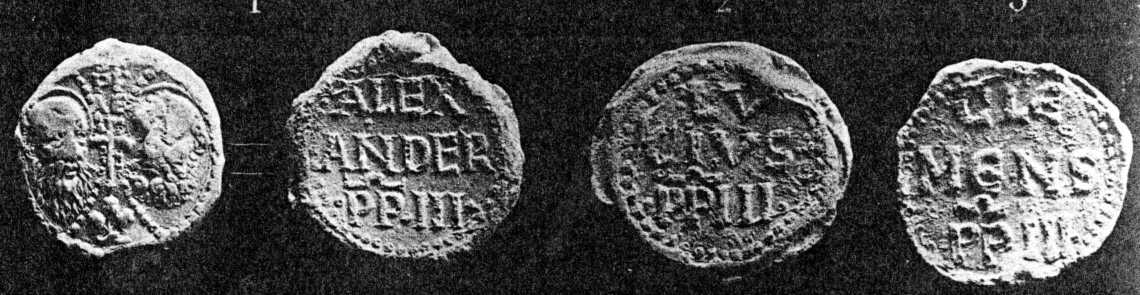
Sceau de Bulle pontificale d'Alexandre III.

Militia Dei (traduction latine d’« armée de Dieu ») est une bulle pontificale fulminée par le pape Eugène III en 1145 et qui confirme l'indépendance des Chevaliers du Temple vis-à-vis du clergé séculier en leur donnant le droit de prélever des dîmes ainsi que de bâtir leurs propres chapelles et d'enterrer leurs morts dans leurs propres cimetières,.

## Caractéristiques
La bulle Militia Dei constitue avec Omne datum optimum et Milites Templi la base de la formation de l'ordre et de son succès. Les Templiers se plaindront au pape que le clergé séculier n'applique pas correctement la bulle Militia Dei, ce qui amènera Innocent III à la confirmer par une autre bulle similaire, Dilecti filii, en 1198.